# Marcello Quintanilha
Marcello Eduardo Mouco Quintanilha Quintanilha est un auteur de bande dessinée brésilien né le 10 novembre 1971 à Niterói au Brésil.

## Biographie
Marcello Quintanilha publie pour la première fois en 1988, dans des magazines comme Mestre Kim, General, Metal Pesado et Zé Pereira, sous le pseudonyme de Marcelo Gaú. En 1999 sort son premier roman graphique Fealdade de Fabiano Gorila.
La même année, pendant la première édition du Festival International de Quadrinhos à Belo Horizonte, il rencontre François Boucq, qui s'intéresse à son travail et le convainc d'envoyer des dessins à des éditeurs européens. En 2003, il publie La promesse, le premier volume de la série Sept  balles pour Oxford au Lombard, sur un scénario de Jorge Zentner et Montecarlo.
Pour se rapprocher de ses scénaristes, Quintanilha s'installe à Barcelone. Il commence alors à publier des illustrations dans El País et Vanguardia. Dans le même temps, il continue de publier au Brésil où il a reçu le Trophée HQ MIX en 2009 pour son album Sábado dos meus amores.
En 2016, il reçoit le Fauve Polar SNCF au Festival d'Angoulême 2016, pour son roman graphique Tungstène paru chez Çà et là. En 2020, il sort son premier roman, Deserama.

## Publications

### En portugais
- Fealdade de Fabiano Gorilla, Conrad, 1999
- Salvador, Casa 21, 2005
- Sábado dos meus amores, Conrad, 2009
- Almas públicas, Conrad, 2011
- Tungstênio, Veneta, 2014
- Talco de vidro, Veneta[4]

### En français
- Sept Balles pour Oxford (dessin), avec Jorge Zentner (scénario), Le Lombard :

1. La Promesse, 2003[5].
2. La Perle, 2004.
3. La Fuite, 2005.
4. L'Héritière, 2006.
5. Le Grillon, 2007.
6. Le Fantôme, 2009.
7. La Vulnérabilité, 2012.

- Mes chers samedis, Çà et là, 2015  (ISBN 978-2-369-90209-6).
- Tungstène, Çà et là, 2015  (ISBN 978-2-369-90215-7)[6]. Fauve Polar SNCF au Festival d'Angoulême 2016.
- Talc de verre, Çà et là, 2016  (ISBN 978-2-369-90227-0)[7].
- L'Athénée, Çà et là, 2017  (ISBN 978-2-369-90244-7).
- Les Lumières de Niterói, Çà et là, 2018  (ISBN 978-2-369-90259-1)[8].
- Participation à David Bowie en BD, Petit à petit, 2020  (ISBN 978-2-380-46028-5).
- Ecoute jolie Marcia, Çà et là, 2021 - Sélection officielle du Festival d'Angoulême 2022

## Prix et distinctions

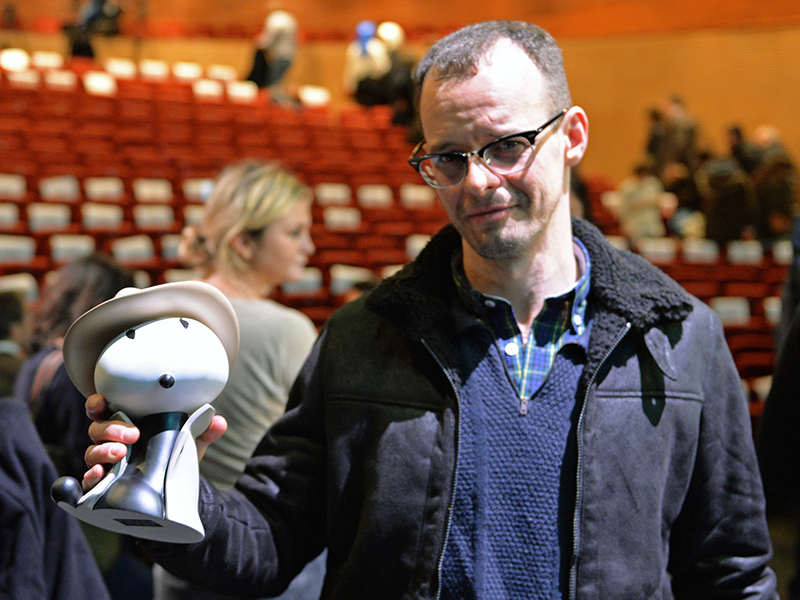
Marcello Quintanilha avec son Fauve à la cérémonie de remise des prix du Festival d'Angoulême 2016.

- 2009 : Trophée HQ MIX pour Sábado dos meus amores.
- 2016 : Fauve Polar SNCF au Festival d'Angoulême 2016, pour Tungstène[9].
- 2016 : Finaliste Grand prix de la critique ACBD pour Tungstène[10]
- 2022 : Fauve d'or pour Écoute, jolie Marcia[11]
- 2024 : Prix Max et Moritz de la meilleure bande dessinée internationale pour Écoute, jolie Marcia